# Banda-ndélé
Le banda-ndélé est une langue nigéro-congolaise de la branche des langues oubanguiennes parlée en République centrafricaine, ainsi qu'au Soudan du Sud.

## Classification
Le banda-ndélé fait partie du sous-groupe oubanguien, classé dans la branche adamawa-oubanguienne des langues nigéro-congolaises.
La langue est un des parlers banda. Sampson utilise, pour le qualifier, le terme de dialecte.

## Sources
- (en) Douglas Sampson, 1985, A preliminary Phonological Overview of Banda-Tangbago, Occasional Papers in the Study of Sudanese Languages no 4, pp. 133-152, Juba, Summer Institute of Linguistics, Institute of Regional Languages, College of Education University of Juba.